# Atto dichiaratorio sull'Irlanda (1719)
L'Atto dichiaratorio sull'Irlanda (Declaratory Act) del 1719 fu una legge approvata dal Parlamento della Gran Bretagna per meglio garantire la dipendenza del Regno d'Irlanda dalla Corona della Gran Bretagna. Essa dichiarava che il Parlamento britannico aveva il diritto di approvare leggi applicabili al Regno d'Irlanda e che la Camera dei lord aveva la giurisdizione di Corte d'appello per le cause davanti al tribunale irlandese. L'opposizione espressa dal Partito Patriottico Irlandese si riferiva a esso come Sixth of George I (Sesto di Giorgio I), dall'ordinale del numero di anni di regno di Giorgio I nell'anno in cui fu approvato l'Atto. Storici politici e giuridici lo chiamarono anche Legge della dipendenza dell'Irlanda dalla Gran Bretagna del 1719 o Irish Parliament Act, 1719. Suscitato da un caso di processo irlandese ordinario, ebbe lo scopo di risolvere una vecchia disputa fra la Gran Bretagna e la Camera dei lord d'Irlanda su chi doveva fungere da Corte suprema per i tribunali irlandesi.
Secondo la legge di Poynings, l'Atto dichiaratorio divenne il simbolo della sottomissione del Parlamento d'Irlanda e la sua cancellazione fu per lungo tempo uno degli scopi degli statisti irlandesi, che venne infine ottenuto per gli anglicani irlandesi come parte della Costituzione del 1782.

## Antefatti
Nel 1709 fu sottoposta al Tribunale dello Scacchiere irlandese una causa tra Maurice Annesley e suo cugino Hester Sherlock su chi dei due avesse il diritto di proprietà su certi terreni presso Naas, Contea di Kildare. La corte si pronunciò in favore di Annesley; Mrs. Sherlock si appellò presso la Camera dei Lord irlandese, che confermò la sentenza di primo grado. Annesley allora invocò la da lungo contestata giurisdizione della Camera Britannica dei Lord a ricevere appelli dai tribunali irlandesi, e quella Camera si pronunciò in suo favore. 
Il Tribunale dello Scacchiere doverosamente rispettò il decreto della Camera Britannica, ma Mrs. Sherlock si appellò ancora alla Camera Irlandese, che ordinò al Tribunale dello Scacchiere di uniformarsi al proprio decreto e, quando questo rifiutò, li incarcerò tutti per oltraggio alla Corte. Lo scalpore politico fu al di fuori di qualunque proporzione rispetto all'importanza della causa in sé: nelle parole di John Pocklington, uno dei baroni imprigionati, "una fiamma esplose, dando origine all'ultimo risentimento (cioè contro i giudici)".